# Paço de Arcos
Paço de Arcos era una freguesia portuguesa del municipio de Oeiras, distrito de Lisboa.

## Historia
Fue suprimida el 28 de enero de 2013, en aplicación de una resolución de la Asamblea de la República portuguesa promulgada el 16 de enero de 2013 al unirse con las freguesias de Caxias y Oeiras e São Julião da Barra, formando la nueva freguesia de Oeiras e São Julião da Barra, Paço de Arcos e Caxias.